# 瑪琳小姐
瑪琳小姐（日語：／英語：），是彈珠機廠商三洋物產的形象角色，以及衍生的動漫、代言人物。

## 概要
最早在1995年的彈珠機「銀光閃閃的樂園」出現，之後成為「海物語」系列機台主角，現已是三洋物產主要形象人物，並從2003年開始選拔真人的瑪琳小姐代言產品，大久保麻梨子、中村果生莉、八代美奈畝等寫真女星藉此發跡。2009年則推出《海物語》動畫，其中瑪琳與原先設定略有不同。

## 代言人
初代（2003年-2005年）
- 得主：大久保麻梨子
- 準得主：阪本麻美、三宅梢子

當時英譯「Miss Marine Chan」。
第2代（2005年-2007年）
- 得主：小倉遥
- 準得主：五藤真愛、中里凜[3]

將英譯「Miss Marine」。
2006年9月12日，因中里凜要專注慶應大學學業而出缺，另由中村果生莉補上。
第3代（2007年-2009年）
- 佐倉真衣
- 八代美奈畝
- 神谷美伽

自此不分正、準得主，初代至第3代除中村果生莉外皆採公開選秀方式。
第4代（2009年-2012年）
- 渡邊未優
- 澤井玲菜
- 山口沙紀

第4代起不再舉行公開選秀。
第5代（2012年-2013年）
- 高杉葵
- 佐佐木麻衣
- 加藤美祐

第6代（2013年-2015年）
- 小柳步
- 大浦育子
- 美月

組成音樂團體名為，並非簡稱。
第7代（2015年-2017年）
- 茜音
- 高嶋香帆
- 栗咲寬子

第8代（2017年-2020年）
- 雀兒喜莉娜（Chelsea Rina）
- 鈴川亞美
- 宮澤成良

第9代（2020年-）
- 桃衣香帆
- 御子柴佳奈
- 宮本理緒

## 外部連結
- []
  - （2007-2011）[]
- YouTube上的頻道
- YouTube上的頻道